# Villaines-sous-Lucé
Villaines-sous-Lucé är en kommun i departementet Sarthe i regionen Pays de la Loire i nordvästra Frankrike. Kommunen ligger i kantonen Le Grand-Lucé som tillhör arrondissementet La Flèche. År 2022 hade Villaines-sous-Lucé 651 invånare.

## Befolkningsutveckling
Antalet invånare i kommunen Villaines-sous-Lucé
| Referens: INSEE |